# Dibunostoma reversum
Dibunostoma reversum är en mossdjursart som först beskrevs av Harmer 1926.  Dibunostoma reversum ingår i släktet Dibunostoma och familjen Thalamoporellidae. Inga underarter finns listade i Catalogue of Life.